# CFD Réseau d'Indre-et-Loire
Le Réseau d'Indre et Loire de la compagnie de chemins de fer départementaux (CFD), comprend deux réseaux construits à voie métrique: 
- le Réseau d'Indre et Loire nord
- le Réseau d'Indre et Loire sud

Ils sont situés dans les parties nord et sud du département d'Indre-et-Loire,  mis en service en 1885  et fermés en 1949. L'ensemble à une longueur de 211 km .
Ces deux réseaux ne sont pas reliés entre eux, étant séparés par la Loire et la ville de Tours.

## Projet de jonction entre les deux réseaux
La jonction entre les deux réseaux CFD, nord et sud, est rendue possible par le raccordement au réseau de la Compagnie des tramways de Tours, construit à  voie métrique.
Au nord, la jonction  est effectuée par raccordement à Fondettes avec la  ligne de Luynes et Fondettes, traversant la Loire sur le  pont de Pierre et menant à Tours.
Au sud, elle n'a jamais été réalisée,  et devait se faire de deux façons:
- une ligne reliant le réseau sud des CFD à celui des tramways, et concédée (ligne de Tours à Esvres ) en janvier 1913.
- une ligne traversant la ville par l'Ouest constituant une rocade vers le pont de Pierre et appelée ligne circulaire.

Ces deux lignes n'ont jamais été construites du fait de la guerre de 14. La première n'a subi aucuns travaux, la seconde, déclarée d'utilité publique en avril 1917, a connu un début de travaux.
Le projet de jonction entre les deux réseaux est  abandonné dans les années 1920.